# Дитфурт
Дитфурт (нем. Ditfurt) — община в Германии, в земле Саксония-Анхальт. Входит в состав района Гарц. Подчиняется управлению Боде-Зельке-Ауэ. Население составляет 1666 человек (на 31 декабря 2010 года). Занимает площадь 23,71 км².